# Granby (Colorado)
Granby is een plaats (town) in de Amerikaanse staat Colorado, en valt bestuurlijk gezien onder Grand County.

## Demografie
Bij de volkstelling in 2000 werd het aantal inwoners vastgesteld op 1525.
In 2006 is het aantal inwoners door het United States Census Bureau geschat op 1674, een stijging van 149 (9,8%).

## Geografie
Volgens het United States Census Bureau beslaat de plaats een oppervlakte van
4,6 km², geheel bestaande uit land. Granby ligt op ongeveer 2488 m boven zeeniveau.

## Bulldozerravage
Op 4 juni 2004 richtte Marvin Heemeyer na een conflict met de gemeente in een omgebouwde, gepantserde bulldozer een ravage aan in Granby waarbij diverse gebouwen werden vernield inclusief het gemeentehuis.

## Plaatsen in de nabije omgeving
De onderstaande figuur toont nabijgelegen plaatsen in een straal van 40 km rond Granby.